# کوه جلیکو
کوه جلیکو (به انگلیسی: Mount Jellicoe) یک کوه در کانادا است که در آلبرتا واقع شده‌است. کوه جلیکو ۳٬۰۷۵ متر بالاتر از سطح دریا واقع شده‌است.